# 京王ストア
株式会社京王ストア（けいおうストア、英: Keio Store Co.,Ltd.）は、東京都多摩市関戸に本社を置き、東京都・神奈川県においてスーパーマーケットチェーンや、京王電鉄駅構内の売店やコンビニエンスストアなどを運営する企業。

## 歴史
1959年9月、京王帝都電鉄（後の京王電鉄）によって設立された。当時の社名は京王食品株式会社（2008年時点で存在する京王食品とは別の企業である）。翌1960年4月、井の頭線渋谷駅ビルの完成と同時に洋食堂、フルーツパーラー等を開店し、以後も各地へ外食店舗を増やしていった。
1963年7月、ストア部門1号店となる食品スーパーマーケット「京王食品ストア」を小金井市に開店した。それまで同社にはスーパーマーケットの店舗開発・運営のノウハウがなかったため、日本ナショナル金銭登録機から指導を受け、東光ストアの売場レイアウトを参考にし、東武ストアにて店員の実習教育を行い、開店にこぎつけた。同年9月には食品のほか衣料品、玩具なども揃えた2号店を下高井戸駅前に開店、その後も店舗を増やしたが、同社のストア部門は利益が出ていなかった。1965年には9店舗のスーパーマーケットチェーンとなるが、同社は赤字に転落した。
ストア部門の各店舗では、生鮮食品売場の運営を外部の専門業者に委託していた。1964年、青果部門の直営化に着手したが、この時は失敗している。1967年、6店舗の精肉売場運営を委託していた業者が倒産したため、急きょ社内に精肉部門を設けた。これが軌道に乗り始めたことから、1968年には水産部門、1969年には青果部門の直営化を始めた。1968年、ストア部門が同社の主力事業となったことに合わせて、社名を株式会社京王ストアに変更したが、ストア部門は依然として赤字体質であった。
1970年、京王聖蹟桜ヶ丘ショッピングセンターにボウリング場を開設した。この施設は当初黒字であったが、1972年から欠損に転じ、1974年の閉鎖後もしばらくは賃料を払う必要があったため、同社の赤字をさらに大きくする要因となった。1975年度には、同社の累積欠損は1,133百万円（実質的には1,566百万円）、借入金は5,496百万円に達している。このとき同社の店舗数は、レストラン部門15店、ストア部門14店であった。
1976年度より、京王帝都電鉄から
- 京王ストアが持っていた資産（土地、建物など）の買い取り
- 京王ストアへ賃貸していた店舗の賃料調整
- 貸出金利の軽減

といった支援策を受けた。同じ1976年、京王帝都電鉄によって株式会社レストラン京王が設立され、京王ストアはレストラン部門をこの新会社へ譲渡した。この年、京王ストアは黒字に転換し、以後も収支を改善していった。1979年度末には京王帝都電鉄からの支援を辞退し、1980年度には累積欠損を一掃するに至った。後に同社は無借金経営を実現している。

## 沿革
- 1959年（昭和34年）9月 - 京王食品株式会社として渋谷区大和田町に設立される（本社は新宿区）。
- 1960年（昭和35年）
  - 3月 - 1号店（喫茶店）を開店する。
  - 4月 - 本社を渋谷区の本店所在地へ移転。
- 1963年（昭和38年）
  - 7月 - スーパーマーケット1号店を開店する。
  - 8月 - 杉並区に食品製造工場を建設し、スーパーマーケット事業の本社機能も同所に置く。
- 1964年（昭和39年）3月 - 渋谷区恵比寿に本社を移転する。
- 1966年（昭和41年）
  - 10月 - 世田谷区松原に本社を移転する。後に本店も同所へ移転登記する。
  - 12月 - 食品製造工場を休業する。
- 1968年（昭和43年）
  - 1月 - 社名を株式会社京王ストアに変更する。
  - 2月 -「C&C」1号店を開店する。
- 1970年（昭和45年）7月 - 多摩市にボウリング場を開設する。
- 1974年（昭和49年）4月 - ボウリング場を閉鎖する。
- 1976年（昭和51年）12月 - 外食事業を株式会社レストラン京王へ譲渡する。
- 1977年（昭和52年）11月 - 本社・本店を多摩市へ移転する。
- 1984年（昭和59年）12月 - 本社・本店を多摩市に建設された本社ビルへ移転する。
- 1987年（昭和62年）9月 - 私鉄系の同業7社と共同で株式会社八社会を設立する。
- 2002年（平成14年）10月 - 「キッチンコート」1号店を開店する。
- 2014年（平成26年）- 京王商事を合併
- 2016年（平成28年）4月1日 - 駅売店"A LoT"やコンビニエンスストア"K-SHOP"を運営する京王リテールサービスを吸収合併[3]。
- 2021年（令和3年）4月20日 - セブン-イレブンとの間で駅売店"A LoT"、コンビニエンスストア"K-SHOP"をセブン-イレブンに転換するフランチャイズ契約を締結[4]。

## 店舗
京王線沿線を中心とした東京23区西部や多摩地域を地盤に展開している。
また、2016年4月1日に京王リテールサービスを吸収合併したことにより、駅売店「A LoT」、コンビニエンスストア「K-Shop」の運営を同社より継承した。
出店店舗の詳細情報は公式サイト上「店舗一覧（京王ストア・キッチンコート）」
「店舗一覧（セブン-イレブン）」を参照。

### スーパーマーケット
業態としては大きく以下の3つに分類できる。
京王ストア（食品スーパー / 総合スーパー / ショッピングセンター）
もっとも主力としている業態。多くは食料品中心の品揃えだが、一部店舗では食料品の他に衣料品なども扱う総合型店舗となっている。
さらに桜ヶ丘店（京王聖蹟桜ヶ丘ショッピングセンター）やめじろ台店のように大規模駐車場を備えたショッピングセンター型業態となっている店舗もある。
キッチンコート（高級食品スーパー）
顧客の「こだわり」「本物志向」に応え、上質な食材の品揃えを謳う店舗。
京王ストアエクスプレス（小型食品スーパー）
「生鮮コンビニ」を謳う小型店舗。以前はコンビニエンスストアのコミュニティ・ストアと共同で出店していたため、看板にコミュニティ・ストアのロゴがあった。

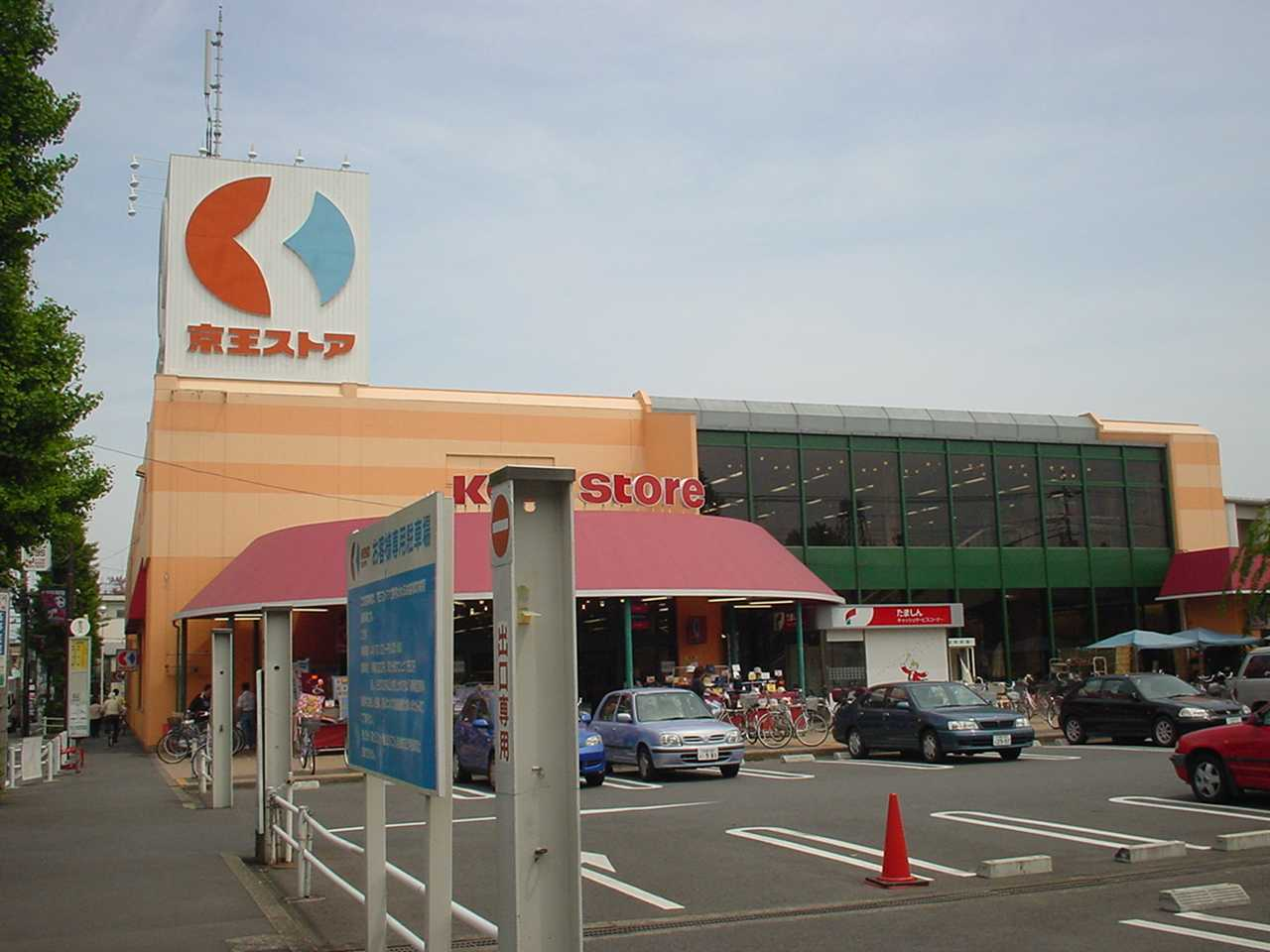
京王ストア栄町店 （東京都府中市）
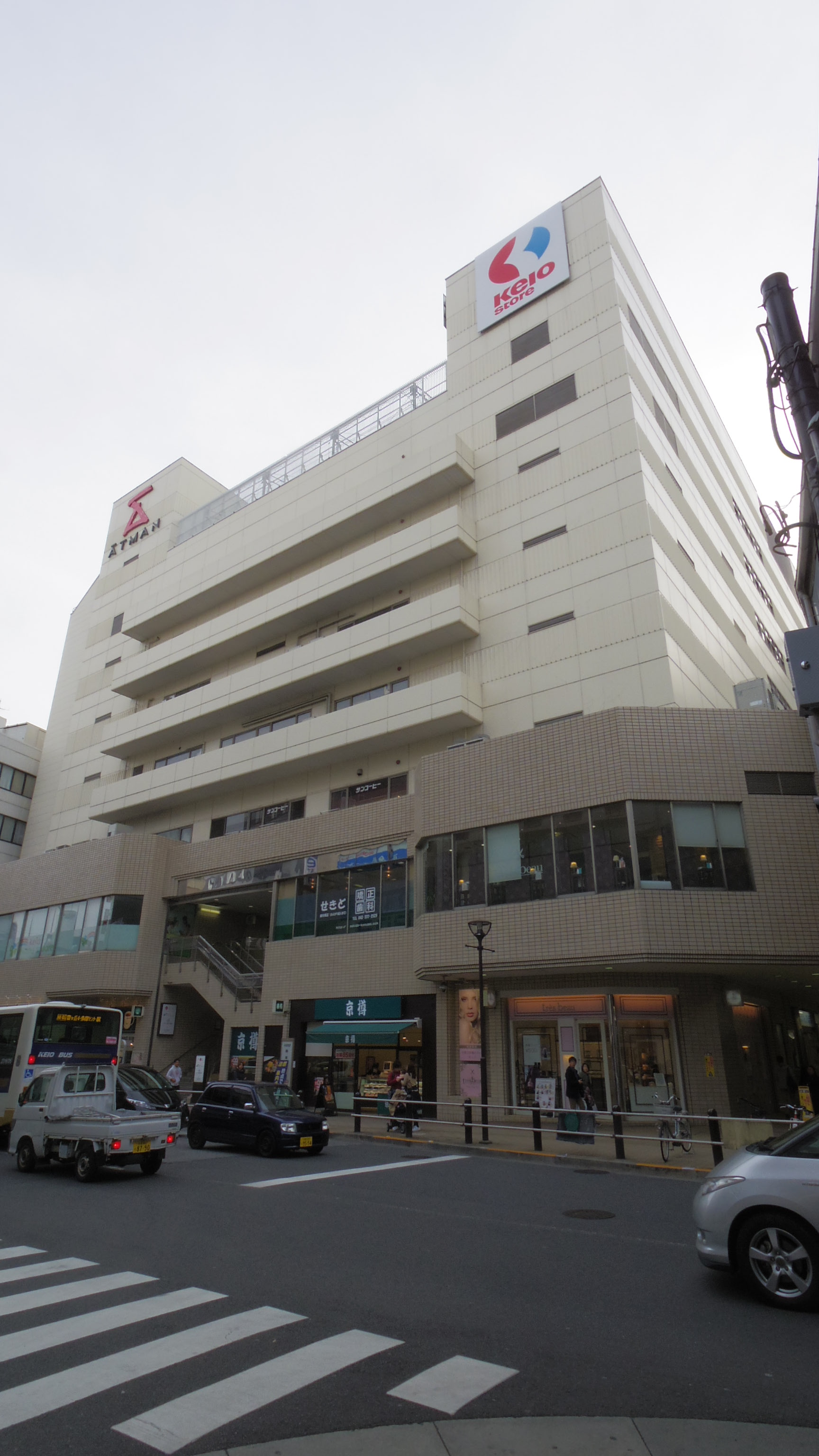
京王ストア桜ケ丘店 （東京都多摩市、京王聖蹟桜ヶ丘ショッピングセンターA館）
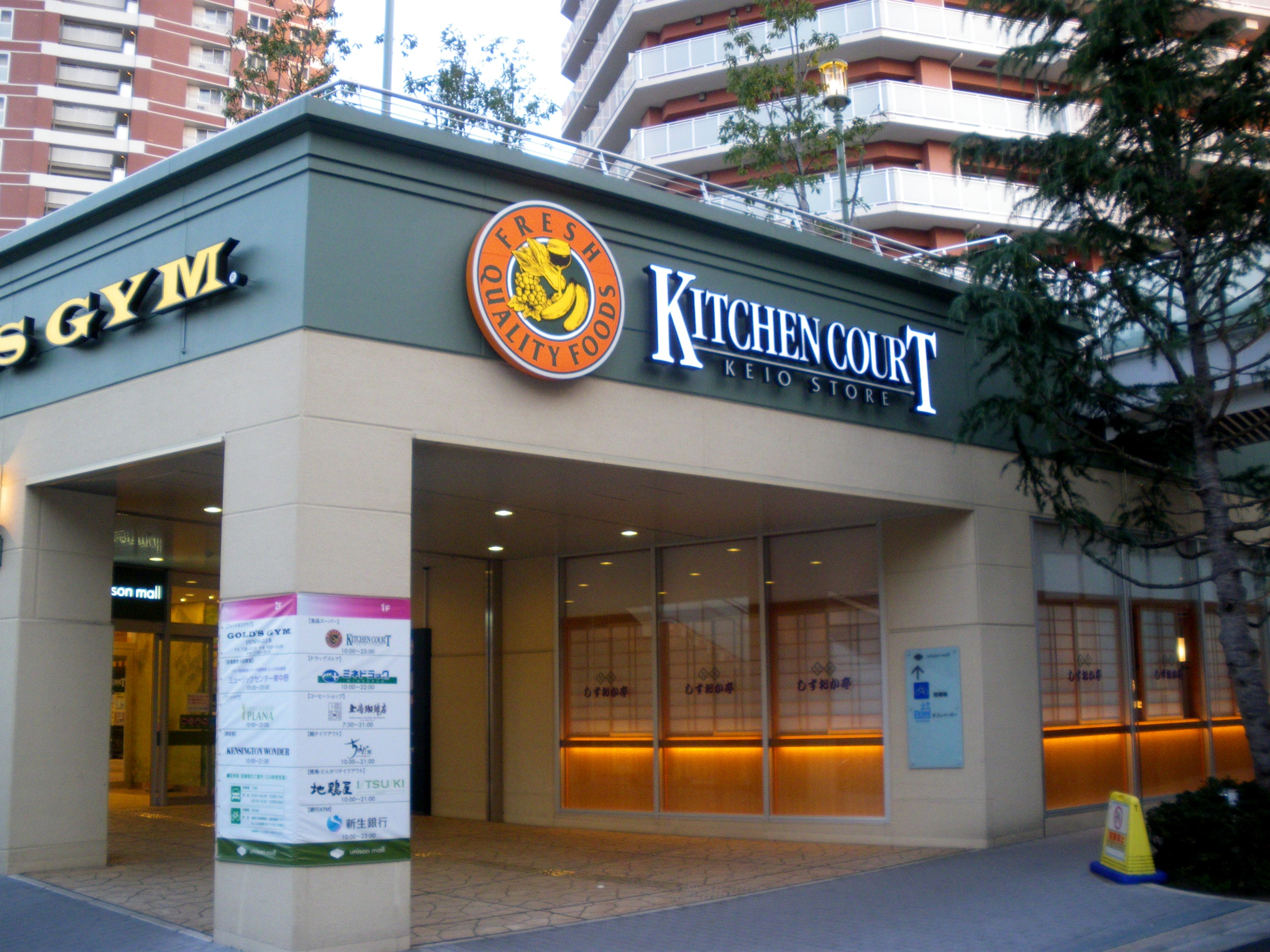
キッチンコート東中野店 （東京都中野区、ユニゾンモール内）

### 駅売店・コンビニエンスストア

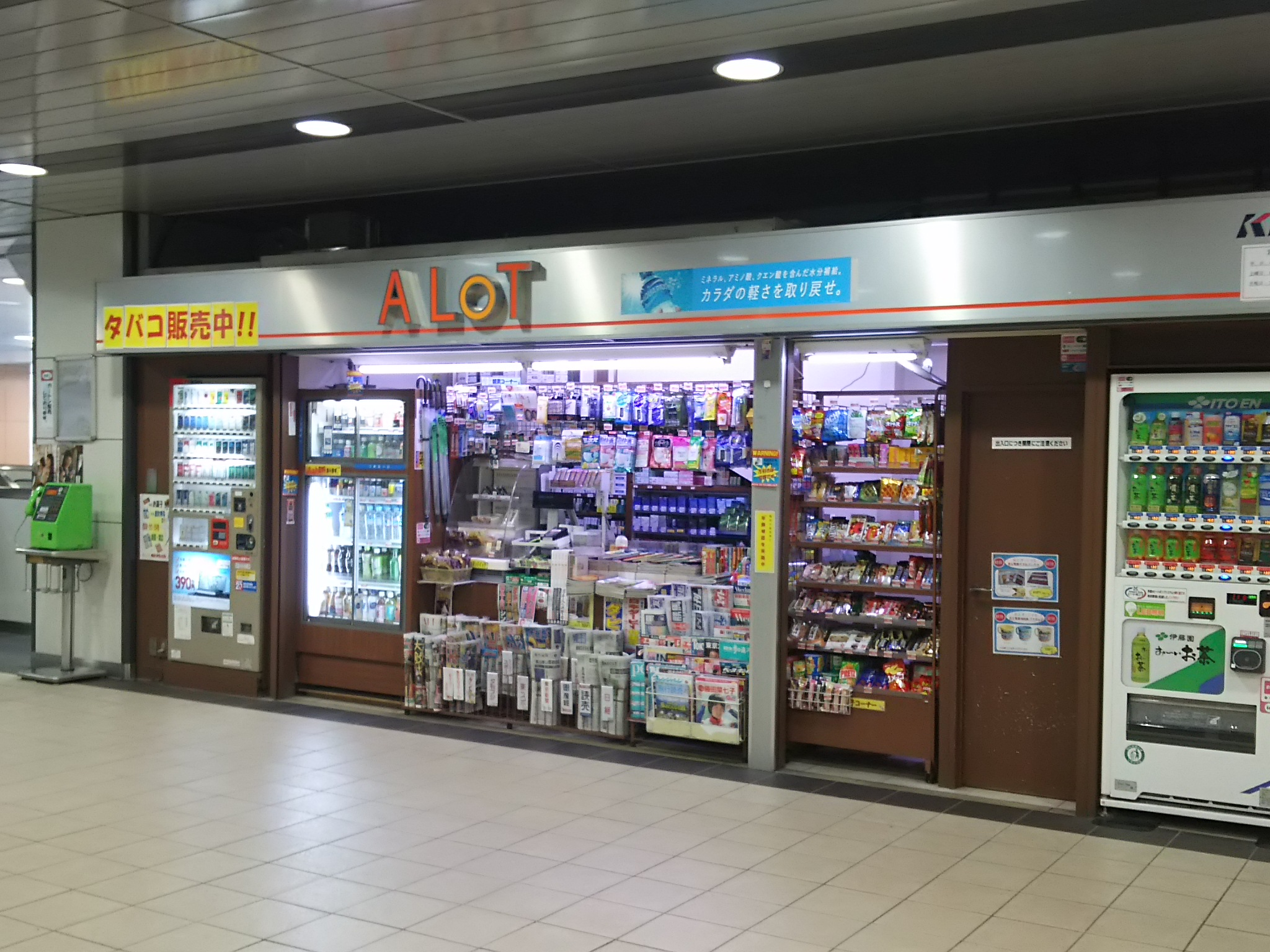
A LoT 北野改札店
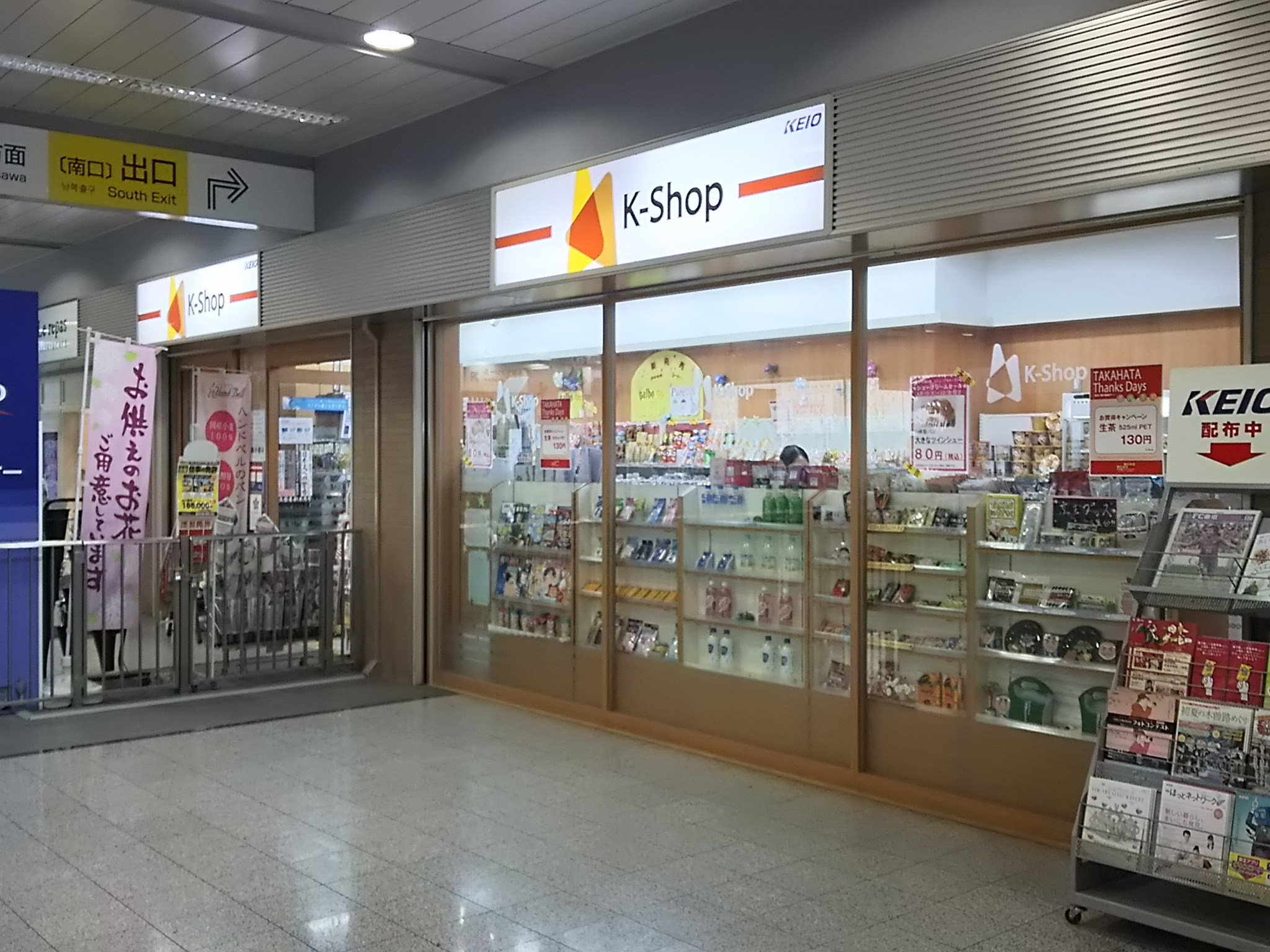
K-Shop 高幡不動店

吸収合併した京王リテールサービスからの移管事業。これらの駅売店、コンビニエンスストア業態は、2021年4月21日付で株式会社京王ストアとセブン-イレブン・ジャパンがフランチャイズ化に関する業務提携契約を締結したため、同年夏から40店舗が順次セブン-イレブンに転換された（一部は閉店）。
セブン-イレブン（コンビニエンスストア・駅売店）
駅構内で展開するコンビニエンスストアおよび駅売店。営業時間は店舗により異なる。
K-Shop（ミニコンビニエンスストア）
駅構内で展開する小型のコンビニエンスストア。営業時間は店舗により異なる。
2016年から「K-Shop」のリニューアルが順次行われている。リニューアルされた「K-SHOP」は「京王ストアエクスプレス」と同じく、コミュニティ・ストアとの共同出店となっている（そのため看板にコミュニティ・ストアのロゴも入っている）。また、京王堀之内店は「京王ストアエクスプレス」として出店していた店舗を「K-SHOP」としてリニューアルオープンしている。
前述のセブン-イレブンへの転換に伴う店舗再編で、2022年までに業態として消滅した。

A LoT（駅売店）
駅構内（通路内やホーム上）で展開。
前述のセブン-イレブンへの転換に伴う店舗再編で、2022年までに業態として消滅した。
- A LoT 北野改札店
- K-Shop 高幡不動店

### ドラッグストア
マツモトキヨシ（ドラッグストア）
2019年3月よりフランチャイジーとして運営。主に京王線の駅構内で営業し、全店が調剤薬局機能を持たない物販専門店。

## 関連企業
株式会社新東京エリート
ウェイター、ウェイトレスの職業紹介事業を行う会社として、1970年に設立された。
株式会社京王商事
加工食品主力メーカーとの直取引を行う問屋などとして、1980年に設立された。